# Matthew Henry Cox
Sir Matthew Henry Cox, britanski general, * 1892, † 1966.